# Pohár (sport)

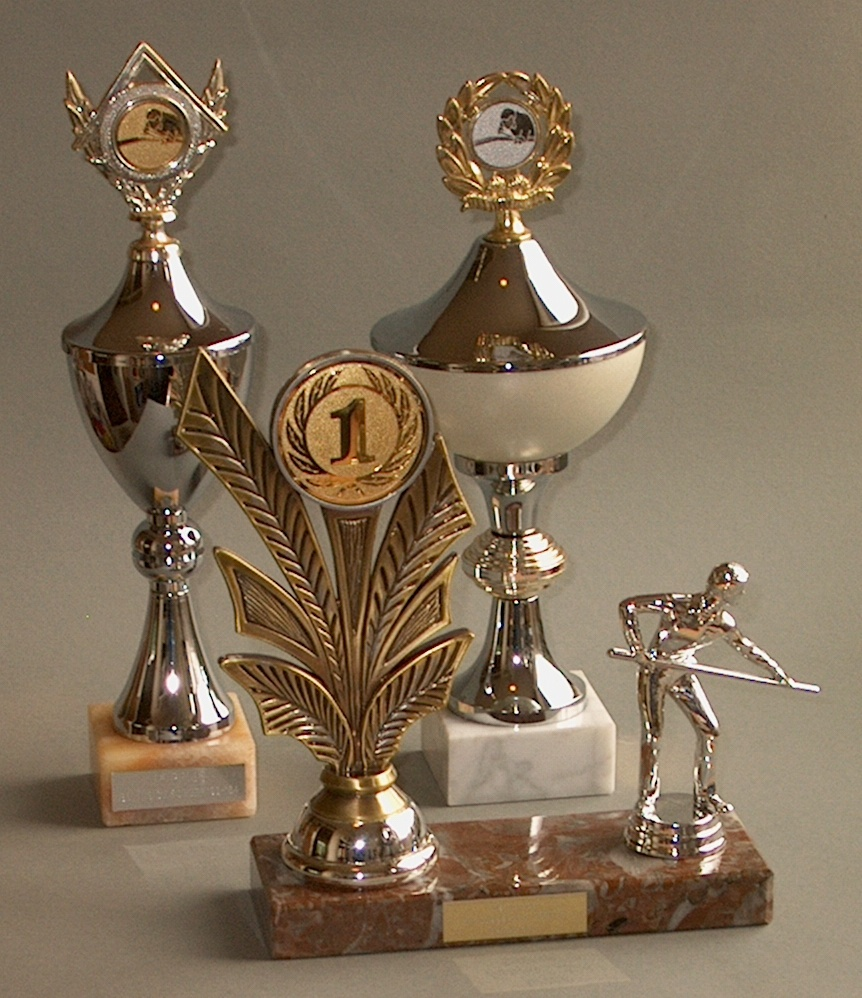
Různé sportovní poháry

Sportovní pohár je pravděpodobně nejobvyklejší cena pro vítěze různých sportovních klání ve všech druzích sportu. Mezi nejznámější poháry patří Davis cup, Stanley cup, Zlatá Niké pro vítěze MS ve fotbale, pohár pro vítěze Ligy mistrů a další.
Poháry jsou provedeny zpravidla v barvě zlaté či stříbrné a jsou umístěny na mramorovém podstavci, na který se umisťuje štítek s informací o soutěži, jejím místu a datu a hlavně o dosaženém umístění.